# Matthew Taylor (labdarúgó)
Matthew Simon Taylor (Oxford, 1981. november 27. –) angol labdarúgó, edző.

## Pályafutása

### Luton Town
Az 1999–2000-es szezon kezdetén 17 évesen mutatkozott be a Luton Townban. 2001-ben ő nyerte a csapat legjobb játékosának járó díjat. A siker egy próbajátékot követett, Taylor a helyi rivális Oxford Unitednél próbálkozott.

### Portsmouth
Teljesítménye miatt Premier League-csapatok is szerették volna megszerezni, de 2002 júliusában 750 000 fontért cserébe a másodosztályú Portsmouth játékosa lett. A megállapodás nehezen született meg, erről a Luton-edző, Joe Kinnear azt mondta: "Legalább Dick Turpin volt annyira tisztességes, hogy maszkot viseljen!"
Legtöbbször a 3-5-2-es formációban balszélsőt játszott, gyors betörései a támadások során nagy szerepet játszottak abban, hogy 2003 májusában a Portsmouth megnyerte a másodosztályt. Amellett hogy stabil kezdő volt, 7 bajnoki gólt is szerzett.
Egy, a szezon végén összeszedett sérülés megakadályozta abban, hogy csapata első Premiership-szezonja startján pályára léphessen. Miután visszatért, egy sorral hátrébbkerült, mert a helyére kerülő játékos előszezonban mutatott teljesítményével meggyőzte Harry Redknapp menedzsert, az angol edző átállt a 4-4-2-es formációra. Taylor végül visszakerült eredeti helyére a 2003–04-es szezon második felében, jó formába is lendült.
Taylor első élvonalbeli gólját a Middlesbroughnak lőtte 2005. február 1-én. A nyáron az Evertontól igazolt David Unsworth miatt csak a szezon második felében szerezte vissza helyét a kezdőben.
Az új menedzser, Alain Perrin Taylort bal oldali középpályásként játszatta a 2005–06-os szezonban. 2005. október 29-én a Stadium of Lightban kétszer talált be a Sunderlandnak, az egyik találat elnyerte a BBC Hónap Gólja díját. A kapus Kelvin Davis feje felett bal lábbal félátemelést csinált, a labda hamarosan a hálóba került. A Portsmouth Sunderland elleni "hatpontos" meccse elveszni látszott, de Taylor a második félidőben két gólt lőtt, két gólpasszt osztott ki, 4–1-re nyertek. Harry Redknapp visszatérését követően Taylor kezdetben megtartotta a támadóposztot, de a Pompey kölcsönvette Andrés D'Alessandrót, továbbá Redknapp nem játszatta Perrin balhátvédjét, Grégory Vignalt, e két tényező azt eredményezte, hogy visszakerült eredeti posztjára. A 2005–06-os szezon tekinthető Taylor élvonalba való betörésének. Összesen 34 bajnokin játszott, 6 gólt szerzett. Kettő ezek közül igen fontos büntető volt: a Sunderland ellen az utolsó percen alakította 2–1-re az állást; a Wigan ellen 2006. április 29-én is 2–1 lett az eredmény, ezzel megmenekültek a kieséstől.
A jó formája felkeltette a Tottenham Hotspur és a Fulham érdeklődését, de 2006 júliusában hosszútávú szerződést írt alá addigi csapatával. A 2006–07-es szezonban Taylor alapember volt a középpálya bal szélén. A csapat jó formája ellenére december elejéig kellett várni első góljára: az Aston Villa ellen lőtte. Ugyanezen a mérkőzésen büntetőből duplázta meg góljai számát, a következő két meccsen pedig emelésből talált be az Everton és az Arsenal ellen.
2007 áprilisában a Manchester Unitednek az első félidőben lőtt gólja is segítette a Portsmouthot a címvédő 2–1-es legyőzéséhez.

### Bolton Wanderers

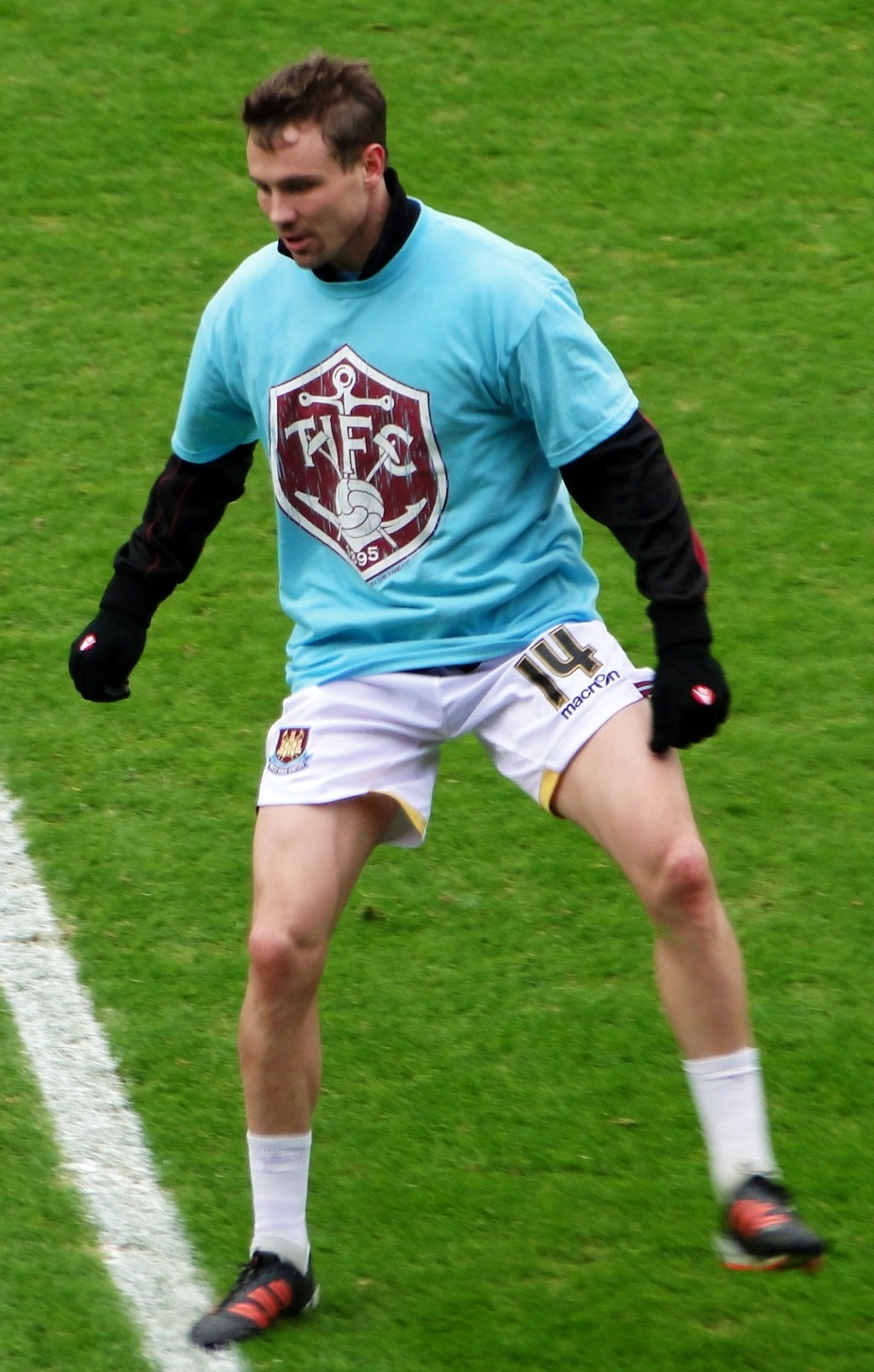
Taylor 2011-ben a West Ham United edzésén

Miután a 2007–08-s szezon első felében Niko Kranjčar kiszorította a csapatból, Taylor 2008. január 17-én, csütörtökön a Bolton Wanderershez szerződött nem ismeretlen összegért, miután visszautasította a Sunderland ajánlatát. 2008. március 29-én Taylor meglőtte első boltoni gólját: az Arsenalt hazai pályán 3–2-re győzték le. 2008. május 11-én Taylor meglőtte klubjában első idegenbeli találatát: a 2007–08-as Premier League-szezon utolsó fordulójában gólja 1–1-re volt elég a Chelseavel szemben. 2008 júliusában 32-es mezét lecserélte az addig Sztilianósz Janakópulosz által viselt 7-es trikóra. Karrierje 50. gólját 2008. október 5-én a West Ham ellen lőtte, végül 3–1-re győztek és először érte el a két számjegyű bajnoki találatot, amikor 2009. április 11-én betalált a Chelseanek. 2009 júliusában hosszú távú szerződést írt alá a Bolton Wanderersszel. A 2009–10-es szezonban a Blackburn Rovers elleni mérkőzést követően vérmintát vettek tőle, kimutatták, fejlett mirigyes láza van.

### West Ham United
2011. július 23-án Taylor három évre ismeretlen összegért a West Ham Unitedhez szerződött. Tétmeccsen 2011. augusztus 7-én mutatkozott be a Cardiff City ellen, otthon kaptak ki 1–0-ra és ő lőtte a West Ham első gólját volt csapata, a Portsmouth 4-3-as legyőzésekor szeptember 10-én.

### Burnley
2014. július 4-én a frissen élvonalba jutott Burnley két évre ingyen szerződtette Taylort.

## Sikerei, díjai

### Klubcsapatokkal
Portsmouth
- Másodosztály bajnok: 2003
- Barclays Asia Trophy győztes: 2007

West Ham United
- Másodosztály rájátszás győztes: 2011–12

## Statisztikák
2014. augusztus 30. szerint
| Klub             | Szezon    | Bajnokság         | Bajnokság | Bajnokság | FA-kupa | FA-kupa | Ligakupa | Ligakupa | Európa | Európa | Egyéb | Egyéb | Összesen | Összesen |
| Klub             | Szezon    | Szint             | Meccs     | Gól       | Meccs   | Gól     | Meccs    | Gól      | Meccs  | Gól    | Meccs | Gól   | Meccs    | Gól      |
| ---------------- | --------- | ----------------- | --------- | --------- | ------- | ------- | -------- | -------- | ------ | ------ | ----- | ----- | -------- | -------- |
| Luton Town       | 1999–2000 | Second Division   | 41        | 4         | 5       | 1       | 1        | 0        | —      | —      | 0     | 0     | 47       | 5        |
| Luton Town       | 2000–01   | Second Division   | 45        | 1         | 4       | 0       | 4        | 0        | —      | —      | 1     | 0     | 54       | 1        |
| Luton Town       | 2001–02   | Third Division    | 43        | 11        | 1       | 0       | 1        | 0        | —      | —      | 0     | 0     | 45       | 11       |
| Luton Town       | Összesen  | Összesen          | 129       | 16        | 10      | 1       | 6        | 0        | —      | —      | 1     | 0     | 146      | 17       |
| Portsmouth       | 2002–03   | First Division    | 35        | 7         | 1       | 0       | 2        | 0        | —      | —      | —     | —     | 38       | 7        |
| Portsmouth       | 2003–04   | FA Premier League | 30        | 0         | 5       | 3       | 3        | 1        | —      | —      | —     | —     | 38       | 4        |
| Portsmouth       | 2004–05   | FA Premier League | 32        | 1         | 1       | 0       | 4        | 0        | —      | —      | —     | —     | 37       | 1        |
| Portsmouth       | 2005–06   | FA Premier League | 34        | 6         | 2       | 0       | 1        | 1        | —      | —      | —     | —     | 37       | 7        |
| Portsmouth       | 2006–07   | FA Premier League | 35        | 8         | 2       | 0       | 2        | 1        | —      | —      | —     | —     | 39       | 9        |
| Portsmouth       | 2007–08   | Premier League    | 13        | 1         | 0       | 0       | 2        | 0        | —      | —      | —     | —     | 15       | 1        |
| Portsmouth       | Összesen  | Összesen          | 179       | 23        | 11      | 3       | 14       | 3        | —      | —      | —     | —     | 204      | 29       |
| Bolton Wanderers | 2007–08   | Premier League    | 16        | 3         | 0       | 0       | 0        | 0        | 3      | 0      | —     | —     | 19       | 3        |
| Bolton Wanderers | 2008–09   | Premier League    | 34        | 10        | 1       | 0       | 0        | 0        | —      | —      | —     | —     | 35       | 10       |
| Bolton Wanderers | 2009–10   | Premier League    | 37        | 8         | 3       | 0       | 3        | 0        | —      | —      | —     | —     | 43       | 8        |
| Bolton Wanderers | 2010–11   | Premier League    | 36        | 2         | 4       | 0       | 2        | 0        | —      | —      | —     | —     | 42       | 2        |
| Bolton Wanderers | Összesen  | Összesen          | 123       | 23        | 8       | 0       | 5        | 0        | 3      | 0      | —     | —     | 139      | 23       |
| West Ham United  | 2011–12   | Championship      | 28        | 1         | 0       | 0       | 1        | 0        | —      | —      | 3     | 0     | 32       | 1        |
| West Ham United  | 2012–13   | Premier League    | 28        | 1         | 2       | 0       | 2        | 0        | —      | —      | —     | —     | 32       | 1        |
| West Ham United  | 2013–14   | Premier League    | 20        | 0         | 0       | 0       | 6        | 1        | —      | —      | —     | —     | 26       | 1        |
| West Ham United  | Összesen  | Összesen          | 76        | 2         | 2       | 0       | 9        | 1        | —      | —      | 3     | 0     | 90       | 3        |
| Burnley          | 2014–15   | Premier League    | 3         | 0         | 0       | 0       | 1        | 0        | —      | —      | —     | —     | 4        | 0        |
| Összesen         | Összesen  | Összesen          | 510       | 64        | 31      | 4       | 35       | 4        | 3      | 0      | 4     | 0     | 583      | 72       |

## Külső hivatkozások
- Taylor profilja a West Ham oldalán
- Profilja a soccerbase.com honlapon